# Tipo 054
El Tipo 054 (nombre en clave de la OTAN: Jiangkai I) es una clase de fragatas multifuncionales chinas que fueron encargadas en la Fuerza de Superficie de la Armada del Ejército Popular de Liberación en 2005. Reemplazaron a las fragatas Tipo 053H3. Sólo dos barcos, Ma'anshan (525) y Wenzhou (526), se completaron antes de que la producción cambiara a la fragata Tipo 054A mejorada equipada con sistema de lanzamiento vertical (VLS).

## Historial operativo
Ma'anshan y Wenzhou se desplegaron desde Zhoushan el 21 de febrero de 2011 para realizar una patrulla antipiratería frente a las costas de Somalia. Fueron la octava patrulla china de este tipo y, después del número de banderín de Wenzhou, obtuvieron la designación de Grupo de Trabajo semicompatible 'Grupo de Trabajo 526'. El comodoro Han Xiaohu comandó la flotilla desde el Wenzhou.  En el camino, la flotilla hizo una parada en Karachi, antes de zarpar nuevamente el 13 de marzo de 2011. A los barcos se les unió el barco de reabastecimiento Qiandaohu (886), que ya estaba desplegado con la flotilla anterior.

## Unidades
| Número | Número de casco | Nombre             | Astillero                    | Botado             | Alta               | Flota                  | Estado |
| ------ | --------------- | ------------------ | ---------------------------- | ------------------ | ------------------ | ---------------------- | ------ |
| 1      | 525             | 马鞍山 / Ma'anshan | Hudong–Zhonghua Shipbuilding | Septiembre de 2003 | Febrero de 2005    | Flota del Mar del Este | Activo |
| 2      | 526             | 温州 / Wenzhou     | Huangpu Shipyard             | Noviembre de 2003  | Septiembre de 2005 | Flota del Mar del Este | Activo |